# 阿尼娅·奥布拉多维奇
阿尼娅·奥布拉多维奇（2000年1月24日—），塞尔维亚女子柔道运动员，2019年欧洲U23柔道锦标赛女子63公斤级银牌得主、2021年世界柔道锦标赛女子63公斤级铜牌得主。